# Emma Reynolds
Emma Elizabeth Reynolds, née le 2 novembre 1977 à Wolverhampton, est une femme politique britannique, membre du Parti travailliste.
De 2010 à 2019, elle est députée pour Wolverhampton North East. Elle est réélue en juillet 2024 de la circonscription de Wycombe.
Elle est secrétaire d'État fantôme des Communautés et du Gouvernement local de mai à septembre 2015. Elle est nommée secrétaire parlementaire au Trésor en juillet 2024 puis ministre de la City le 14 janvier 2025.

## Jeunesse et carrière
Elle fait ses études à la Codsall High School, près de Wolverhampton, puis au Wulfrun Further Education College. Au Wadham College de l’Université d'Oxford, elle étudie la Philosophie, politique et économie. Son père, Kevin, est enseignant au Concord College, un pensionnat indépendant situé dans les jardins d'Acton Burnell Castle, près de Shrewsbury.
Elle créé une entreprise de lobbying à Bruxelles pour aider les entreprises britanniques souhaitant influencer le droit de l'UE.
De 2001 à 2004, elle travaille à Bruxelles en tant que conseiller politique de Robin Cook, alors président du Parti des socialistes européens. Elle travaille ensuite à Downing Street et à la Chambre des communes en tant que conseillère spéciale du whip Geoff Hoon alors ministre de l’Europe et chef du Parti travailliste.
En janvier 2009, Reynolds rejoint le cabinet de conseil en affaires publiques Cogitamus.

## Carrière parlementaire
Elle est sélectionnée comme candidate du parti travailliste aux Élections générales britanniques de 2010 pour Wolverhampton Nord-Est en septembre 2008. Malgré un basculement de 9 % contre les conservateurs et une réduction de majorité de plus de 6 000 voix, elle conserve le siège au parti travailliste.
Elle s'exprime de nombreuses fois à la Chambre des communes depuis son élection, notamment sur les questions relatives à la construction d'écoles pour l'avenir, des repas gratuits dans les écoles, la traite des êtres humains, la réduction du nombre de policiers et des services de santé mentale. À l'été 2010, elle est également élue au comité restreint des affaires étrangères de la Chambre des communes.
En octobre 2010, elle est promue par le nouveau chef du parti travailliste, Ed Miliband, comme ministre junior de la shadow ministre des Affaires étrangères Yvette Cooper ancienne secrétaire aux Affaires étrangères. Après la démission du shadow chancelier, Alan Johnson, elle continue d'occuper son poste sous le nouveau shadow secrétaire aux Affaires étrangères, Douglas Alexander. En octobre 2011, Emma Reynolds est promue par le chef du parti travailliste, Ed Miliband, au poste de shadow ministre de l'Europe, puis en octobre 2013, au poste de shadow ministre du Logement, en remplacement de Jack Dromey.
Elle est ancienne trésorière du groupe parlementaire chinois multipartite et vice-présidente du groupe parlementaire multipartite pour les Sikhs britanniques, ainsi que secrétaire du groupe parlementaire multipartite sur la traite des êtres humains.
Elle démissionne de son poste de secrétaire d’État suppléant aux Communautés et au Gouvernement local après l’élection de Jeremy Corbyn à la tête du Parti travailliste.
En 2019, elle est battue par la candidate conservatrice, Jane Stevenson. Elle retrouve son siège en 2024 et entre au gouvernement.